# Centrotypus assamensis
Centrotypus assamensis är en insektsart som beskrevs av Leon Fairmaire. Centrotypus assamensis ingår i släktet Centrotypus och familjen hornstritar. Inga underarter finns listade i Catalogue of Life.